# Luis Alfredo Colmenares Chía
Luis Alfredo Colmenares Chía (Colombia, siglo xx - Bogotá, 8 de octubre de 2001) fue un político colombiano.
Fue gobernador del Departamento de Arauca y representante a la Cámara por el mismo departamento. Fue asesinado por sicarios el lunes, 8 de octubre de 2001 en la mañana mientras circulaba en su vehículo por el norte de Bogotá. Colmenares se convirtió en el séptimo congresista en funciones asesinado en el 2001 por la violencia del conflicto armado colombiano.
Luis Alfredo Colmenares también fue gobernador del Departamento de Arauca durante la bonanza petrolera del departamento, pero que decidió invertir en controversiales proyectos como el Centro Mundial de Coleo y una piscina de olas, cuando el departamento necesitaba vías y alumbrado público.
Tras dejar su cargo como gobernador, Colmenares resultó elegido al Congreso y perteneció a la Comisión de Minas de la Cámara Baja. El 30 de julio de 2000 Colmenares pidió una licencia de doce meses y se preparaba para regresar al congreso.